# 野上站
- 關於曾經同名的野上電氣鐵道車站，請見「紀伊野上站」。
- 關於1967年前名為野上臨時乘降場的車站，請見「新榮野站」。

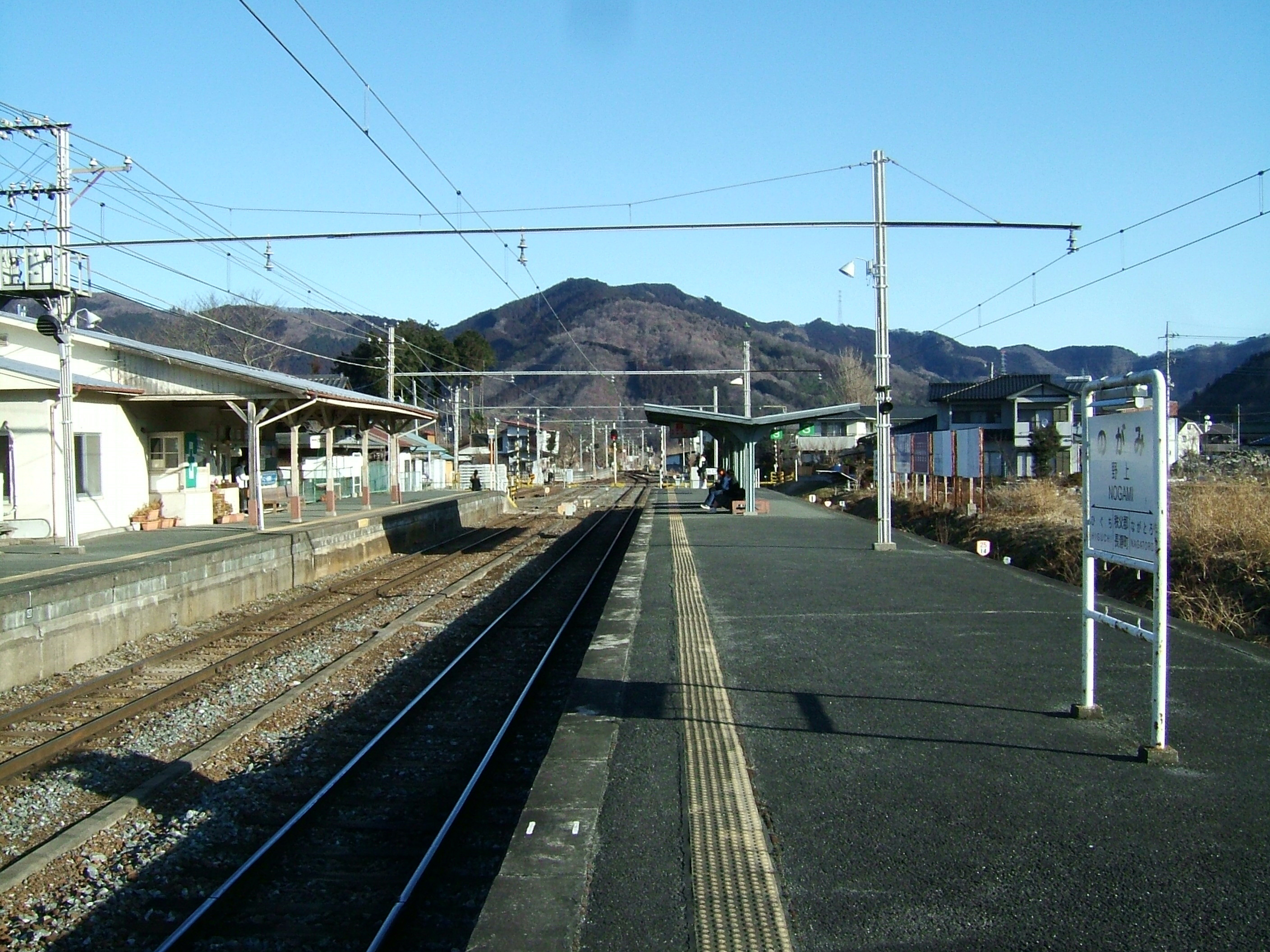
月台（2008年2月）

野上站（日语：／ Nogami eki */?）是位於埼玉縣秩父郡長瀞町大字本野上281番3號，秩父鐵道的秩父本線車站。

## 歷史
- 1911年（明治44年）9月14日 - 本野上站啟用。
- 1929年（昭和4年）12月16日 - 車站改名為野上站。

## 車站構造
此站是地面車站，設有1面1線的單式月台和1面2線的島式月台。此站是由寄居站管理的業務委託車站。車站職員當值時間為平日7:00～21:00和星期六日7:30～19:00。在檢票口外設有廁所（濕廁）。
在1989年後，西武鐵道的直通班次會從御花畑站駛入至此站（後來延長至寄居站，於2007年3月6日起縮短至長瀞站）。當時當時站內配線使列車駛至此站，為了考慮遊客，列車目的地牌會顯示「長瀞·野上」。

### 月台
| 月台 | 路線    | 方向                         |
| ---- | ------- | ---------------------------- |
| 1    | ■秩父線 | 寄居、熊谷、行田市、羽生方向 |
| 2    | ■秩父線 | 長瀞、秩父、三峰口方向       |

## 使用狀況
- 在2018年度1日平均乘車人次為314人。

| 年度               | 1日平均 乘車人次 |
| ------------------ | ---------------- |
| 2009年（平成21年） | 413              |
| 2010年（平成22年） | 390              |
| 2011年（平成23年） | 367              |
| 2012年（平成24年） | 363              |
| 2013年（平成25年） | 349              |
| 2014年（平成26年） | 350              |
| 2015年（平成27年） | 340              |
| 2016年（平成28年） | 330              |
| 2017年（平成29年） | 317              |
| 2018年（平成30年） | 314              |

## 車站周邊
長瀞町在1971年從野上町改名而成。此站是位於町中心。
- 長瀞町公所
- 長瀞町立長瀞中學
- 長瀞郵局
- 國道140號
- 埼玉縣道202號野上停車場線（日语：埼玉県道202号野上停車場線）
- 荒川
  - 高砂橋（日语：高砂橋 (荒川)）

## 相鄰車站
秩父鐵道
秩父本線
SL「Paleo Express」
通過
急行「秩父路」
寄居－野上－長瀞
普通
樋口－野上－長瀞

## 注腳
1. ↑  電氣車研究會《鐵道畫刊》No.560 1992年5月臨時增刊號 P.128-129

## 外部連結
- 車站情報 野上站（秩父鐵道） （页面存档备份，存于）（日語）